# Level 3 Communications
Level 3 Communications（レベルスリー・コミュニケーションズ）はアメリカ合衆国コロラド州デンバーのインターネットサービス企業。ネブラスカ州で1985年に設立された。en:CenturyLinkによる買収により消滅するまで、コロラド州内の大企業の一つだった。
2008年時点でインターネットにおけるTier 1事業者9社中の1社で、ComcastやCenturyLinkなど消費者向けインターネットサービスプロバイダーにサービスを提供していた。
2011年にGlobal Crossingを買収した。
負債を抱え、2017年にCenturyLinkに買収された。買収額は約340億ドルと2016年に報じられた。